# Uracanthus cryptophagus
Uracanthus cryptophagus là một loài bọ cánh cứng trong họ Cerambycidae.